# Voetangel

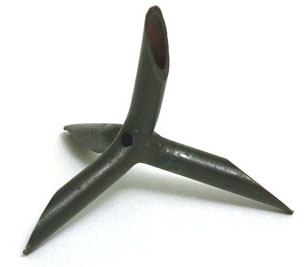
Kraaienpoot of voetangel

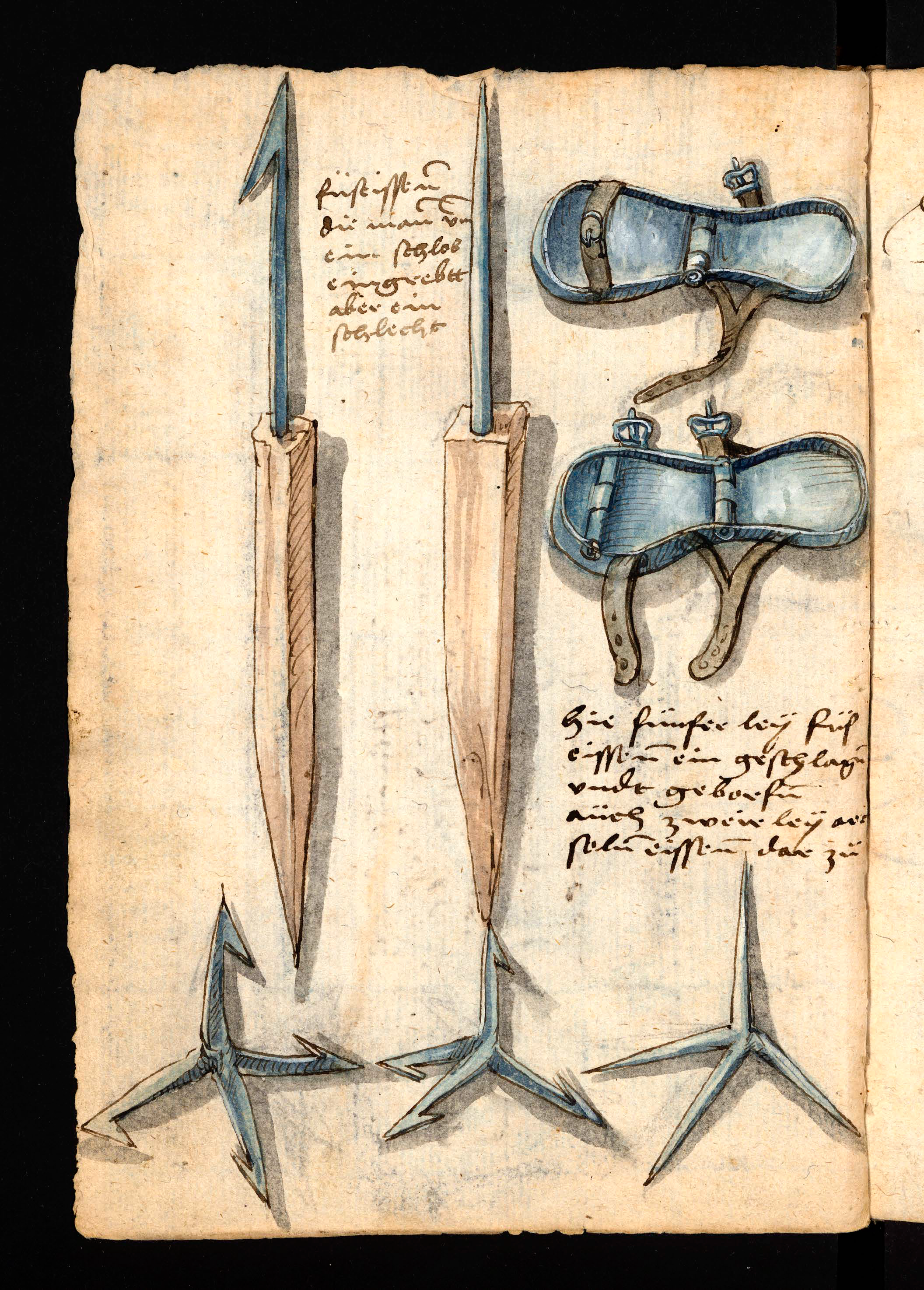
Verschillende soorten voetangelen en metalen zolen die er als tegenmaatregel onder kunnen worden gegespt uit Codex Löffelholz, Neurenberg 1505

Een voetangel, tegenwoordig vaak kraaienpoot genoemd, is een wapen met vier of meer punten waarvan er altijd een naar boven staat. Als de punten met lijnen verbonden worden ontstaat een tetraëder. De benaming kraaienpoot is te danken aan de gelijkenis van het wapen met de vogelpoot.
Een voetangel is oorspronkelijk bedoeld om de opmars van vijandelijke infanterie of cavalerie (zij het paarden, olifanten of kamelen) te vertragen door een wond in de voet of poot toe te brengen. Tegenwoordig wordt de kraaienpoot meer gebruikt als wapen tegen voertuigen, met name voertuigen waar wapens of smokkelwaar in zitten. Ze worden dan vaak op de weg gelegd en als een voertuig er overheen rijdt, steekt de scherpe punt de banden lek. Op deze manier kan een dergelijk voertuig op een eenvoudige manier staande gehouden worden. 
De voetangel wordt voor het eerst beschreven door Romeinse historici. Zo zou volgens Quintus Curtius (Historiae Alexandri Magni, boek IV.13.36) de voetangel, door de Romeinen tribulus of murex ferreus genoemd, al in de Slag bij Gaugamela in 331 v.Chr. door Alexander de Grote zijn gebruikt. De latere schrijver Vegetius geeft in zijn De Re Militari (boek 3.XXIV) voorschriften over het gebruik van de voetangel.